# بخش کمبل، شهرستان ویلکین، مینه‌سوتا
بخش کمبل (به انگلیسی: Campbell Township) یک منطقهٔ مسکونی در ایالات متحده آمریکا است که در شهرستان ویلکین، مینه‌سوتا واقع شده‌است.
 بخش کمپبل ۱۲۹٫۶ کیلومتر مربع مساحت و ۹۹ نفر جمعیت دارد و ۳۰۰ متر بالاتر از سطح دریا واقع شده‌است.